# Ingrid Kögel-Knabner
Ingrid Kögel-Knabner (* 3. Dezember 1958 in Bayreuth) ist eine deutsche Bodenkundlerin und derzeit Ordinaria für Bodenkunde an der TU München. Ihre Arbeit befasst sich unter anderem mit dem Kohlenstoff im Boden.

## Leben
Nach dem Abitur 1978 nahm Kögel-Knabner ein Studium der Geoökologie in Bayreuth auf, das sie als weltweit erste Absolventin dieses Studiengangs mit dem Diplom abschloss. Danach arbeitete sie über organische Substanz in Waldhumusformen bei Wolfgang Zech und wurde 1987 in Bayreuth promoviert. Dort habilitierte sie sich auch im Jahr 1992 über Zusammensetzung und Bildung der organischen Bodensubstanz. Im gleichen Jahr wurde sie Professorin an der Ruhr-Universität Bochum. Im Jahr 1995 folgte sie Udo Schwertmann auf dem Lehrstuhl für Bodenkunde an der TU München, den sie bis heute innehat. Seit dem Jahr 2021 ist sie zudem Dekanin der TUM School of Life Sciences.
Von 2009 bis 2015 war sie Mitglied in Senat und Hauptausschuss der Deutschen Forschungsgemeinschaft (DFG), seit 2012 ist sie Mitglied im Bioökonomierat, einem unabhängigen Beratungsgremium der Bundesregierung, neben weiteren Aufsichts- und Leitungstätigkeiten für die TU München, die Deutsche Forschungsgemeinschaft und die Helmholtz-Gemeinschaft. Sie ist verheiratet mit dem Mathematiker Peter Knabner.

## Werk
Ingrid Kögel-Knabner ist Autorin von über 250 peer-reviewed Publikationen der Bodenwissenschaften und ist Thomson Reuters highly cited researcher 2015 und 2016. Sie ist Mitautorin mehrerer Ausgaben des deutschen Standardlehrbuchs Lehrbuch der Bodenkunde von Fritz Scheffer und Paul Schachtschabel und ist Hauptherausgeberin von Geoderma, neben der Mitgliedschaft im Herausgebergremium einer Reihe weiterer internationaler Fachzeitschriften. Ihre Arbeiten legten die Grundlage für ein besseres Verständnis von Dynamik und Stabilisierung organischer Bodensubstanz. Abweichend von bisherigen Vorstellungen zeigte sie die Stabilisierung insbesondere von Polysacchariden und Proteinen, leicht abbaubaren wichtigen Bestandteilen der Pflanzenreste. Ihre aktuellen Arbeiten zu organo-mineralischen Verbindungen, die insbesondere die Bedeutung nanoskaliger Eisenoxide für die Stabilisierung betonen, sind wegweisend für ein Verständnis auf molekularer Ebene der Bildung organo-mineralischer Komplexe in Böden. Sie ebnete den Weg für eine transdisziplinäre Ausrichtung der Bodenwissenschaft.
Bei der Verleihung des Umweltpreis der Bundesstiftung Umwelt 2019 an Kögel-Knabner wurde ihr Wirken mit folgenden Worten gewürdigt: „Ihre exzellente Forschung stellt die immense Bedeutung des Bodens als Wasser- und Nährstoffspeicher, Lebensspender, Schadstofffilter und Garant für die Welternährung heraus. Ein Meilenstein sind dabei neue Erkenntnisse zur Kohlenstofffixierung im Boden die weltweit das Klimasystem beeinflusst.“

## Publikationen
- Liste auf der Website der TUM, abgerufen am 9. April 2025.

## Auszeichnungen und Mitgliedschaften
- 2001: Mitglied der Deutschen Akademie für Naturforscher Leopoldina
- 2007: Mitglied der Deutschen Akademie der Technikwissenschaften
- 2008: Mitglied der Kommission für Ökologie der Bayerischen Akademie der Wissenschaften
- 2011: Carl von Linde Fellow am TUM Institute for Advanced Study[9]
- 2013: Bundesverdienstkreuz am Bande
- 2015: Ehrendoktorwürde der Universität für Bodenkultur Wien[10]
- 2015: Philippe-Duchaufour-Medal European Geosciences Union[11]
- 2015: Emil-Ramann-Medaille der Deutschen Bodenkundlichen Gesellschaft
- 2016: Heinz-Maier-Leibnitz-Medaille der TU München
- 2017: Mitglied der Bayerischen Akademie der Wissenschaften[12]
- 2018: Bayerischer Maximiliansorden für Wissenschaft und Kunst
- 2019: Umweltpreis der Bundesstiftung Umwelt
- 2020: Mitglied der Academia Europaea[13]
- 2025: Mitglied der National Academy of Engineering